# Lowe-Willard-Fowler XT-3
LWF T-3 là một loại máy bay vận tải của Hoa Kỳ, có thể chở tới 8 người, do hãng Lowe, Willard & Fowler Engineering Company chế tạo cho Binh chủng không quân lục quân Hoa Kỳ.

## Tính năng kỹ chiến thuật
Dữ liệu lấy từ 
Đặc tính tổng quát
- Kíp lái: 1
- Sức chứa: 8 hành khách
- Chiều dài: 42 ft 0 in (12,80 m)
- Sải cánh: 52 ft 0 in (15,85 m)
- Động cơ: 1 × Liberty 12A , 400 hp (300 kW)